# Gertrud Grunow
Gertrud Grunow (* 8. Juli 1870 in Berlin; † 11. Juni 1944 in Leverkusen) war eine deutsche Gesangslehrerin und Musikpädagogin. Sie unterrichtete von 1919 bis 1924 als Meisterin und offiziell einzige Frau am Bauhaus in Weimar, wo sie viele Bauhaus-Meister beeinflusste.
Grunow hatte bis 1933 insgesamt einen starken Einfluss auf die Kunst- und Wissenschaftsentwicklung in Deutschland. Ihre Bedeutung für das Weimarer Bauhaus wurde vor allem von Lothar Schreyer gewürdigt, ihre Bedeutung für die psychologische Forschung von dem Hamburger Entwicklungspsychologen Heinz Werner (1926).

## Leben
Zunächst war Gertrud Grunow in Berlin Schülerin und Assistentin des Gesangslehrers Ferdinand Sieber (1822–1895), später Mitarbeiterin von Giovanni Battista Lamperti (1839–1910). Sie stand in Verbindung mit dem Dirigenten und Pianisten Hans von Bülow (1830–1894).
1898–1916 arbeitete sie als Sängerin und Gesangslehrerin in Remscheid, wo sie 1908 als Mitglied der Genfer Societé de gymnastique rythmique die Rhythmische Erziehung nach der Methode Émile Jaques-Dalcroze einführte und in den Schulunterricht einbrachte. In der Aufführungspraxis wurde sie zunächst auf einen systematischen Zusammenhang von Grundtönen und Grundfarben in der Stimmbildung aufmerksam. 1913 gehörte sie zusammen mit Ernst Cassirer, Walter Gropius und Aby Warburg zu den Teilnehmern des 1. Kongresses für Ästhetik und Kunstwissenschaft in Berlin.
Zu Beginn des Ersten Weltkrieges, 1915, ist die Zusammenarbeit mit dem Psychologen und Stimmforscher Felix Krueger in Halle belegt.
1916–1920 kehrte sie nach Berlin zurück und unterrichtete dort als Gesangslehrerin; unter ihren Schülern waren unter anderen Hans Kayser, Otto Nebel und Thomas Ring.
Eine Einladung von Eugen Diederichs führte sie 1919 nach Jena und Weimar, unterstützt von ihrer Remscheider Assistentin Hildegard Heitmeyer. 1920–1924 war sie Meisterin am Staatlichen Bauhaus in Weimar (Eintrag im Adressbuch Weimar 1921/1922). Die systematische Konzentration auf elementare Sinnesreize wurde als „Harmonisierungslehre“ Grundlage des gesamten pädagogischen Programms des Weimarer Bauhauses und wirkte bis in die Theoriebildung der Künstler (Wassily Kandinsky, Paul Klee, Oskar Schlemmer). Sie zog viele Tänzer und Musiker nach Weimar, u. a. Stefan Wolpe, und förderte die Reflektorischen Lichtspiele (Farblichtspiele). Lothar Schreyer überliefert ihre Zusammenarbeit mit Bühnenwerkstatt und Weberei. Sie half auch Johannes Itten beim Aufbau der Vorlehre.
Gertrud Grunow war 1923 Mitglied des Bauhausrates. Im Begleitband der Bauhausausstellung von 1923 erschien von Gertrud Grunow: Der Aufbau der lebendigen Form durch Farbe, Form, Ton, an den Beitrag Idee und Aufbau des Staatlichen Bauhauses von Walter Gropius anschließend. Ihre Methode stand dann im Zentrum der Auseinandersetzungen um das Weimarer Bauhaus.
An der Weimarer Ausstellung von 1923 beteiligte sie sich in der Abteilung Theoretische Arbeiten:
- Arbeiten aus der Vorlehre – Johannes Itten (Raum 36)
- Arbeiten aus dem Analytischen Naturzeichnen – Wassily Kandinsky (Raum 37)
- Arbeiten aus der Form- und Gestaltungslehre – Paul Klee (Raum 37)
- Arbeiten aus der Harmonisierungslehre – Gertrud Grunow (Raum 37)
- Arbeiten aus dem Farbkurs – Wassily Kandinsky (Raum 38)

1924 erhielt Gertrud Grunow zum Abschied Bilder der Bauhausmeister zum Geschenk. Einige dieser Werke gelangten später aus dem Nachlass Hilla von Rebays in das Solomon R. Guggenheim Museum, New York City.
1924–1933 arbeitete sie in Hamburg mit dem Philosophischen Seminar (William Stern und Ernst Cassirer) und dem Psychologischen Institut (William Stern und Heinz Werner) bzw. dem angeschlossenen Psychologischen Laboratorium der Hamburgischen Universität zusammen. Sie war befreundet mit Gertrud Bing, der Assistentin Aby Warburgs. Mit Ludwig Hirschfeld-Mack nahm sie an den Hamburger Kongressen für Farbe-Ton-Forschung teil.
1933–1939 lebte Grunow in Hamburg und London, 1939–1944 in Düsseldorf, zuletzt 1944 in Leverkusen. Beerdigt wurde sie in Bonn.

## Methode
Gertrud Grunow unterrichtete 1920 bis 1924 am Weimarer Bauhaus die grundlegende Harmonisierungslehre zusammen mit Hildegard Heitmeyer, die ihr assistierte und 1924 den Grunow-Schüler Otto Nebel heiratete. Auch bei anderen damaligen Unterrichtsanstalten wie der Folkwangschule in Essen waren Varianten der Rhythmischen Erziehung eingebunden. Nach dem genannten Bericht von Eugen Diederichs wurden 1920 in Weimar im Gruppenunterricht empfindungsbezogene Ausdrucksbewegungen operant konditioniert. Ihre Grundlage war die räumlich geordnete 12-Tonreihe der Tonleiter (c, cis/des, d, dis/es, e, f, fis/ges, g, gis/as, a, ais/b, h – Zwölftonmusik), eine entsprechend zugeordnete 12-wertige Farbreihe (weiß, orange, blau, rotviolett, grünblau, grün, silber, rot, grau, blauviolett, braun, gelb – heute das Standardmodell DIN 5023) und eine entsprechend aufgebaute Gruppe von geometrischen Grundelementen. Es handelte sich also um die jedem Klavier und jedem Schulfarbkasten zugrundegelegten Elementare. Daher ging das Schema der Harmonisierungslehre in den sogenannten Vorkurs ein und wurde von diesem weitergeführt.

## Schriften
- Was ist Jaques-Dalcroze dem Sänger? In: Rheinische Musik- und Theaterzeitung. 12, 1911, S. 462–464.
- Der Aufbau der lebendigen Form durch Farbe, Form, Ton. In: Walter Gropius: Staatliches Bauhaus Weimar 1919 bis 1923. Bauhaus-Verlag 1923, S. 20–23.
- Von der Wirkung der Farbe auf das sehende Auge. In: Kunst und Jugend. 15 (7), 1935, S. 149–150.
- Die Wirkung des klingenden Tones auf das Hören. In: Kunst und Jugend. 15 (9), 1935, S. 210–211.
- Wie Sehweisen und Hörarten einander wirklich verwandt sind. In: Kunst und Jugend. 16 (2), 1936, S. 39.
- Farbformen. In: Kunst und Jugend. 16 (8), 1936, S. 179–180.
- Von der Farbe im Runden. In: Kunst und Jugend. 18 (2), 1938, S. 36–37.
- Natürliche Formentwicklung. In: Kunst und Jugend. 18 (7), 1938, S. 139–140.
- „Die Grunow-Lehre, hg. R. Radrizzani, Noetzel, Wilhelmshaven, 2004“ enthält S. 61–110 einige echte Schriften Gertrud Grunows[14]

## Ehrungen
Am 13. Oktober 2011 benannte die Stadt München die Gertrud-Grunow-Straße in Schwabing-Freimann nach der Bauhaus-Meisterin.